# 1192 Prisma
1192 Prisma este un asteroid din centura principală, descoperit pe 17 martie 1931, de Arnold Schwassmann.